# Coupe du monde de gymnastique rythmique 2014
Navigation
Édition précédente Édition suivante
La coupe du monde de gymnastique rythmique 2014 se déroule du 14 mars 2014 au 7 septembre 2014. Celle-ci est composée de 9 manches.

## Classement concours général
| Rang | Nom                | Points |
| ---- | ------------------ | ------ |
| 1    | Yana Kudryavtseva  | 140    |
| 2    | Margarita Mamun    | 130    |
| 3    | Melitina Staniouta | 105    |
| 4    | Ganna Rizatdinova  | 95     |
| 5    | Son Yeon-jae       | 84     |
| 5    | Maria Titova       | 84     |

| Rang | Nom         | Points |
| ---- | ----------- | ------ |
| 1    | Russie      | 140    |
| 2    | Bulgarie    | 115    |
| 3    | Azerbaïdjan | 110    |
| 4    | Italie      | 109    |
| 5    | Israël      | 92.5   |

## Classement par appareils
| Rang | Nom                | Points |
| ---- | ------------------ | ------ |
| 1    | Yana Kudryavtseva  | 140    |
| 2    | Melitina Staniouta | 120    |
| 3    | Margarita Mamun    | 115    |
| 4    | Ganna Rizatdinova  | 98     |
| 5    | Son Yeon-jae       | 95     |

| Rang | Nom                | Points |
| ---- | ------------------ | ------ |
| 1    | Yana Kudryavtseva  | 140    |
| 2    | Margarita Mamun    | 115    |
| 3    | Melitina Staniouta | 110    |
| 4    | Ganna Rizatdinova  | 107    |
| 5    | Son Yeon-jae       | 88     |

| Rang | Nom                | Points |
| ---- | ------------------ | ------ |
| 1    | Yana Kudryavtseva  | 135    |
| 1    | Margarita Mamun    | 135    |
| 3    | Melitina Staniouta | 110    |
| 4    | Son Yeon-jae       | 85     |
| 5    | Marina Durunda     | 77.5   |

| Rang | Nom                | Points |
| ---- | ------------------ | ------ |
| 1    | Margarita Mamun    | 130    |
| 2    | Yana Kudryavtseva  | 120    |
| 2    | Melitina Staniouta | 120    |
| 4    | Son Yeon-jae       | 109    |
| 5    | Neta Rivkin        | 75     |

## Classement par groupes
| Rang | Nom         | Points |
| ---- | ----------- | ------ |
| 1    | Russie      | 130    |
| 2    | Israël      | 105    |
| 3    | Italie      | 104    |
| 4    | Azerbaïdjan | 100    |
| 4    | Bulgarie    | 100    |

| Rang | Nom      | Points |
| ---- | -------- | ------ |
| 1    | Israël   | 125    |
| 1    | Russie   | 125    |
| 3    | Bulgarie | 110    |
| 4    | Italie   | 105    |
| 5    | Japon    | 85     |

## Calendrier
| Date                                 | Lieu             | Épreuve                     | Vainqueur                         | Second                | Troisième                            |
| ------------------------------------ | ---------------- | --------------------------- | --------------------------------- | --------------------- | ------------------------------------ |
| 14 mars 2014 au 16 mars 2014         | Debrecen         | Cerceau                     | Marina Durunda                    | Viktoria Mazur        | Alexandra Soldatova                  |
| 14 mars 2014 au 16 mars 2014         | Debrecen         | Ballon                      | Ganna Rizatdinova                 | Alexandra Soldatova   | Katsiaryna Halkina                   |
| 14 mars 2014 au 16 mars 2014         | Debrecen         | Massues                     | Alexandra Soldatova               | Ganna Rizatdinova     | Elizaveta Nazarenkova                |
| 14 mars 2014 au 16 mars 2014         | Debrecen         | Ruban                       | Alexandra Soldatova               | Elizaveta Nazarenkova | Arina Charopa                        |
| 14 mars 2014 au 16 mars 2014         | Debrecen         | Concours général individuel | Alexandra Soldatova               | Ganna Rizatdinova     | Elizaveta Nazarenkova                |
| 14 mars 2014 au 16 mars 2014         | Debrecen         | 10 massues                  | Israël                            | Chine                 | Finlande                             |
| 14 mars 2014 au 16 mars 2014         | Debrecen         | 3 ballons + 2 rubans        | Chine                             | Israël                | Azerbaïdjan                          |
| 14 mars 2014 au 16 mars 2014         | Debrecen         | Concours général en groupes | Azerbaïdjan                       | Chine                 | Israël                               |
| 22 mars 2014 au 23 mars 2014         | Stuttgart        | Cerceau                     | Yana Kudryavtseva Margarita Mamun |                       | Melitina Staniouta                   |
| 22 mars 2014 au 23 mars 2014         | Stuttgart        | Ballon                      | Yana Kudryavtseva                 | Melitina Staniouta    | Margarita Mamun                      |
| 22 mars 2014 au 23 mars 2014         | Stuttgart        | Massues                     | Margarita Mamun Yana Kudryavtseva |                       | Melitina Staniouta                   |
| 22 mars 2014 au 23 mars 2014         | Stuttgart        | Ruban                       | Margarita Mamun                   | Son Yeon-jae          | Melitina Staniouta                   |
| 22 mars 2014 au 23 mars 2014         | Stuttgart        | Concours général individuel | Yana Kudryavtseva                 | Margarita Mamun       | Maria Titova                         |
| 22 mars 2014 au 23 mars 2014         | Stuttgart        | 10 massues                  | Russie                            | Italie                | Azerbaïdjan                          |
| 22 mars 2014 au 23 mars 2014         | Stuttgart        | 3 ballons + 2 rubans        | Russie                            | Israël                | Italie                               |
| 22 mars 2014 au 23 mars 2014         | Stuttgart        | Concours général en groupes | Russie                            | Italie                | Bulgarie                             |
| 3 avril 2014 au 6 avril 2014         | Lisbonne         | Cerceau                     | Melitina Staniouta                | Maria Titova          | Son Yeon-jae                         |
| 3 avril 2014 au 6 avril 2014         | Lisbonne         | Ballon                      | Son Yeon-jae                      | Melitina Staniouta    | Marina Durunda                       |
| 3 avril 2014 au 6 avril 2014         | Lisbonne         | Massues                     | Son Yeon-jae                      | Dina Averina          | Carolina Rodriguez                   |
| 3 avril 2014 au 6 avril 2014         | Lisbonne         | Ruban                       | Son Yeon-jae                      | Arina Charopa         | Dina Averina                         |
| 3 avril 2014 au 6 avril 2014         | Lisbonne         | Concours général individuel | Son Yeon-jae                      | Melitina Staniouta    | Dina Averina                         |
| 3 avril 2014 au 6 avril 2014         | Lisbonne         | 10 massues                  | Ukraine                           | Japon Espagne         |                                      |
| 3 avril 2014 au 6 avril 2014         | Lisbonne         | 3 ballons + 2 rubans        | Japon                             | Espagne               | Ukraine                              |
| 3 avril 2014 au 6 avril 2014         | Lisbonne         | Concours général en groupes | Espagne                           | Azerbaïdjan           | Ukraine Japon                        |
| 11 avril 2014 au 13 avril 2014       | Pesaro           | Cerceau                     | Yana Kudryavtseva                 | Margarita Mamun       | Ganna Rizatdinova                    |
| 11 avril 2014 au 13 avril 2014       | Pesaro           | Ballon                      | Yana Kudryavtseva                 | Margarita Mamun       | Son Yeon-jae                         |
| 11 avril 2014 au 13 avril 2014       | Pesaro           | Massues                     | Yana Kudryavtseva                 | Son Yeon-jae          | Melitina Staniouta                   |
| 11 avril 2014 au 13 avril 2014       | Pesaro           | Ruban                       | Yana Kudryavtseva                 | Maria Titova          | Ganna Rizatdinova                    |
| 11 avril 2014 au 13 avril 2014       | Pesaro           | Concours général individuel | Yana Kudryavtseva                 | Margarita Mamun       | Ganna Rizatdinova                    |
| 11 avril 2014 au 13 avril 2014       | Pesaro           | 10 massues                  | Italie                            | Biélorussie           | Israël                               |
| 11 avril 2014 au 13 avril 2014       | Pesaro           | 3 ballons + 2 rubans        | Italie                            | Israël                | Japon                                |
| 11 avril 2014 au 13 avril 2014       | Pesaro           | Concours général en groupes | Italie                            | Biélorussie           | Bulgarie                             |
| 9 mai 2014 au 11 mai 2014            | Corbeil-Essonnes | Cerceau                     | Ganna Rizatdinova                 | Yana Kudryavtseva     | Kseniya Mustafayeva                  |
| 9 mai 2014 au 11 mai 2014            | Corbeil-Essonnes | Ballon                      | Ganna Rizatdinova                 | Katsiaryna Halkina    | Alexandra Soldatova                  |
| 9 mai 2014 au 11 mai 2014            | Corbeil-Essonnes | Massues                     | Margarita Mamun                   | Yana Kudryavtseva     | Deng Senyue                          |
| 9 mai 2014 au 11 mai 2014            | Corbeil-Essonnes | Ruban                       | Yana Kudryavtseva                 | Margarita Mamun       | Ganna Rizatdinova                    |
| 9 mai 2014 au 11 mai 2014            | Corbeil-Essonnes | Concours général individuel | Margarita Mamun                   | Yana Kudryavtseva     | Ganna Rizatdinova                    |
| 22 mai 2014 au 24 mai 2014           | Tachkent         | Cerceau                     | Yana Kudryavtseva                 | Melitina Staniouta    | Neta Rivkin                          |
| 22 mai 2014 au 24 mai 2014           | Tachkent         | Ballon                      | Yana Kudryavtseva                 | Margarita Mamun       | Melitina Staniouta                   |
| 22 mai 2014 au 24 mai 2014           | Tachkent         | Massues                     | Margarita Mamun                   | Melitina Staniouta    | Marina Durunda Elizaveta Nazarenkova |
| 22 mai 2014 au 24 mai 2014           | Tachkent         | Ruban                       | Margarita Mamun                   | Melitina Staniouta    | Marina Durunda                       |
| 22 mai 2014 au 24 mai 2014           | Tachkent         | Concours général individuel | Margarita Mamun                   | Yana Kudryavtseva     | Alexandra Soldatova                  |
| 22 mai 2014 au 24 mai 2014           | Tachkent         | 10 massues                  | Azerbaïdjan                       | Israël                | Russie                               |
| 22 mai 2014 au 24 mai 2014           | Tachkent         | 3 ballons + 2 rubans        | Israël                            | Russie                | Japon                                |
| 22 mai 2014 au 24 mai 2014           | Tachkent         | Concours général en groupes | Russie                            | Israël                | Azerbaïdjan                          |
| 30 mai 2014 au 1er juin 2014         | Minsk            | Cerceau                     | Yana Kudryavtseva                 | Son Yeon-jae          | Marina Durunda                       |
| 30 mai 2014 au 1er juin 2014         | Minsk            | Ballon                      | Yana Kudryavtseva                 | Margarita Mamun       | Melitina Staniouta                   |
| 30 mai 2014 au 1er juin 2014         | Minsk            | Massues                     | Yana Kudryavtseva                 | Margarita Mamun       | Melitina Staniouta                   |
| 30 mai 2014 au 1er juin 2014         | Minsk            | Ruban                       | Melitina Staniouta                | Margarita Mamun       | Son Yeon-jae                         |
| 30 mai 2014 au 1er juin 2014         | Minsk            | Concours général individuel | Yana Kudryavtseva                 | Melitina Staniouta    | Margarita Mamun                      |
| 30 mai 2014 au 1er juin 2014         | Minsk            | 10 massues                  | Bulgarie                          | Biélorussie           | Israël                               |
| 30 mai 2014 au 1er juin 2014         | Minsk            | 3 ballons + 2 rubans        | Bulgarie                          | Israël                | Espagne                              |
| 30 mai 2014 au 1er juin 2014         | Minsk            | Concours général en groupes | Bulgarie                          | Espagne               | Japon Israël                         |
| 9 août 2014 au 10 août 2014          | Sofia            | Cerceau                     | Yana Kudryavtseva                 | Melitina Staniouta    | Son Yeon-jae                         |
| 9 août 2014 au 10 août 2014          | Sofia            | Ballon                      | Yana Kudryavtseva                 | Margarita Mamun       | Son Yeon-jae                         |
| 9 août 2014 au 10 août 2014          | Sofia            | Massues                     | Yana Kudryavtseva                 | Margarita Mamun       | Katsiaryna Halkina                   |
| 9 août 2014 au 10 août 2014          | Sofia            | Ruban                       | Yana Kudryavtseva                 | Melitina Staniouta    | Maria Titova                         |
| 9 août 2014 au 10 août 2014          | Sofia            | Concours général individuel | Yana Kudryavtseva                 | Margarita Mamun       | Son Yeon-jae                         |
| 9 août 2014 au 10 août 2014          | Sofia            | 10 massues                  | Russie                            | Bulgarie              | Espagne                              |
| 9 août 2014 au 10 août 2014          | Sofia            | 3 ballons + 2 rubans        | Russie                            | Bulgarie              | Italie                               |
| 9 août 2014 au 10 août 2014          | Sofia            | Concours général en groupes | Russie                            | Bulgarie              | Italie                               |
| 5 septembre 2014 au 7 septembre 2014 | Kazan            | Cerceau                     | Margarita Mamun                   | Yana Kudryavtseva     | Son Yeon-jae                         |
| 5 septembre 2014 au 7 septembre 2014 | Kazan            | Ballon                      | Yana Kudryavtseva                 | Margarita Mamun       | Melitina Staniouta                   |
| 5 septembre 2014 au 7 septembre 2014 | Kazan            | Massues                     | Yana Kudryavtseva                 | Melitina Staniouta    | Katsiaryna Halkina                   |
| 5 septembre 2014 au 7 septembre 2014 | Kazan            | Ruban                       | Yana Kudryavtseva                 | Melitina Staniouta    | Katsiaryna Halkina                   |
| 5 septembre 2014 au 7 septembre 2014 | Kazan            | Concours général individuel | Yana Kudryavtseva                 | Margarita Mamun       | Melitina Staniouta                   |
| 5 septembre 2014 au 7 septembre 2014 | Kazan            | 10 massues                  | Russie                            | Biélorussie           | Bulgarie                             |
| 5 septembre 2014 au 7 septembre 2014 | Kazan            | 3 ballons + 2 rubans        | Biélorussie Bulgarie              |                       | Russie                               |
| 5 septembre 2014 au 7 septembre 2014 | Kazan            | Concours général en groupes | Russie                            | Biélorussie           | Espagne                              |